# Méribel
Méribel är namnet på ett skidområde i Savoie-regionen i franska Alperna. Méribel utgör en del av Les Trois Vallées som är det största sammanhängande skidområdet i världen. Skidorten Méribel grundades av engelsmannen Peter Lindsay år 1936.
I Méribel finns skidbyarna Méribel Les Allues, Méribel-Mottaret och Méribel Village. Skidområdet sträcker sig från 1400 meter till 2952 meter över havet. Det finns 53 liftar och 76 nedfarter på totalt 150 km i Méribel.
Vid Olympiska vinterspelen 1992 spelades ishockey i Méribel.